# 迪桑吉
迪桑吉（法語：Dissangis）是法国勃艮第大区约讷省的一个市镇，属于阿瓦隆区塞兰河畔利斯勒县。该市镇2009年时的人口为120人。

## 人口
迪桑吉人口变化图示
| 数据来源：INSEE |